# Lijnbaansgracht 279-280
Lijnbaansgracht 279-280 is een gebouw in Amsterdam-Centrum.
Het gebouw bestaat uit een dubbelwoonhuis dat gelegen is aan de Lijnbaansgracht tussen het Spiegelpleintje en de Spiegelgracht.
Volgens het monumentenregister betreft het twee gebouwen uit de 17e eeuw met een gevel uit de 18e eeuw onder een rechte lijst uit de 19e eeuw; het gebouw kent een goede roedenverdeling. De beide panden zijn sinds 1975 rijksmonument.
In 2017 zien de gebouwen er als volgt uit. Het dubbelpand bestaat uit twee bijna symmetrisch ten opzichte van elkaar staande gebouwen. Beide gebouwen bestaan uit vijf bouwlagen, te weten het souterrain, de beletage, twee bovenetages en zolder. Vanaf het maaiveld gaan aan weerszijden van de centrale trap naar de beletage twee trappen naar beneden naar de souterraindeuren. Die beide trappen hebben een eenvoudige leuningen. De ramen van het souterrain bevinden zich op maaiveldniveau. De centrale trap naar de beletage kent twee balustrades met sierlijk ijzerwerk en een klein bordesje. Vervolgens treft men twee deuren aan met bovenlichten en daarboven een uitkragende lijst. Opvallend daarbij is dat de twee deuren zelf niet identiek zijn, waardoor de symmetrie enigszins verloren gaat. Aan weerszijden bevinden zich de twee schuiframen, onderverdeeld in twintig segmenten. Het huisnummer 279 is wel aangegeven, huisnummer 280 niet. Daarnaast heeft huis 279 een ventilatierooster en huis 280 een buitenlantaarn. Tussen beide deuren bevindt zich een dilatatievoeg die zich doorzet tot de daklijst. De vier bovenetages hebben relatief kleine ramen met de kleine negen segmenten per schuifraam. Achter de dakplint begint het grote verschil tussen de panden. Huis 279 heeft een parallel aan de daklijst lopende nok met een zadeldak met dakpannen. Huisnummer 280 heeft een nok die dwars staat op de daklijst, maar is eveneens gedekt met dakpannen. Vermoedelijk hebben de bewoners van huis 279 hun bovenetage verhoogd, terwijl de bewoners van huisnummer 280 dat achterwege hebben gelaten. De steunbalken van de nok van huis 280 zijn al in het bovenste appartement te zien. Dat er een verbouwing heeft plaatsgevonden is duidelijk, want de daklijsten zijn enigszins verschillend ten opzichte van elkaar. De daklijst van huis 280 loopt wel gewoon door naar Lijnbaansgracht 281, dat grote gelijkenis heeft met beide panden. Een zwart-witfoto bij Beeldbank Amsterdam laat zien, dat het verschil al enige jaren geleden is opgetreden. Die foto laat tevens zien dat pand nummer 280 een beetje is teruggerestaureerd; het had al ramen die niet meer gesegmenteerd waren, alles is gelijkgetrokken met gebouw 279.

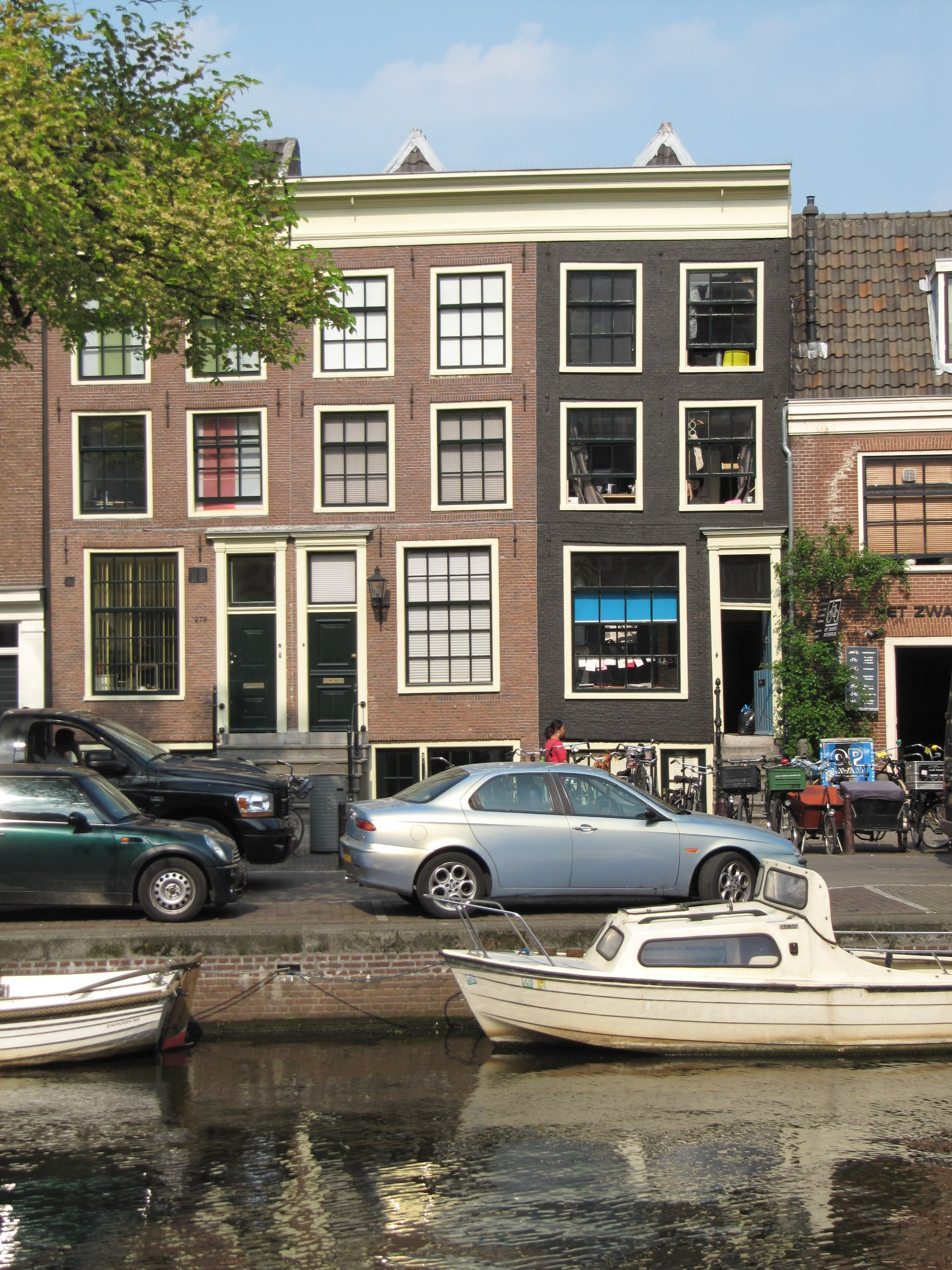
Lijnbaansgracht 279-280-281